# District de Joigny
Le district de Joigny est une ancienne division territoriale française du département de l'Yonne de 1790 à 1795.
Il est composé des cantons de Joigny, Aillant, Charny, la Ferté, Saint Cydroine, Saint Julien du Sault, Villemer, Villeneuve sur Yonne et Villiers Saint Benoit.